# Holoarctia püngeleri
Holoarctia püngeleri là một loài bướm đêm thuộc phân họ Arctiinae, họ Erebidae.